# Humenné
Humenné és una ciutat d'Eslovàquia. Es troba a la regió de Prešov, és capital del districte de Humenné.

## Fills il·lustres
- Ľubica Čekovská (1975), pianista i compositora.

## Història
La primera referència escrita de la vila data del 1317.

## Demografia
| Godina             | 1994   | 2004   | 2014   | 2024    |
| ------------------ | ------ | ------ | ------ | ------- |
| Nombre de persones | 36.141 | 35.008 | 34.186 | 29.567  |
| Diferència         |        | −3,13% | −2,34% | −13,51% |

| Godina             | 2023   | 2024   |
| ------------------ | ------ | ------ |
| Nombre de persones | 30.006 | 29.567 |
| Diferència         |        | −1,46% |

## Ciutats agermanades
- Jarosław, Polònia
- Sanok, Polònia
- Przemyśl, Polònia
- Mátészalka, Hongria
- Mukàtxevo, Ucraïna
- Peretxín, Ucraïna
- Třebíč, República Txeca
- Darney, França

## Galeria d'imatges

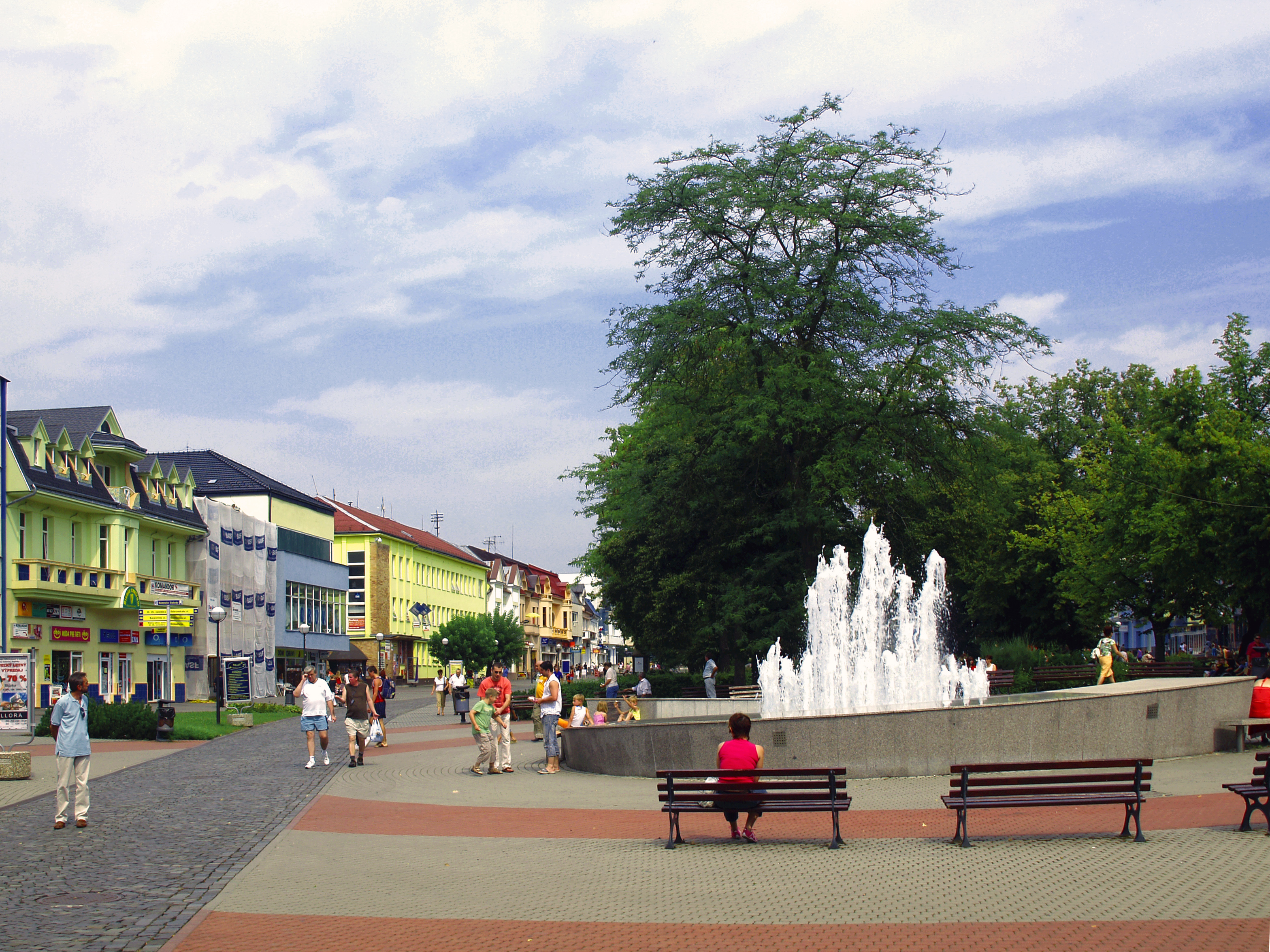
Plaça de la Llibertat (Namestie Slobody)
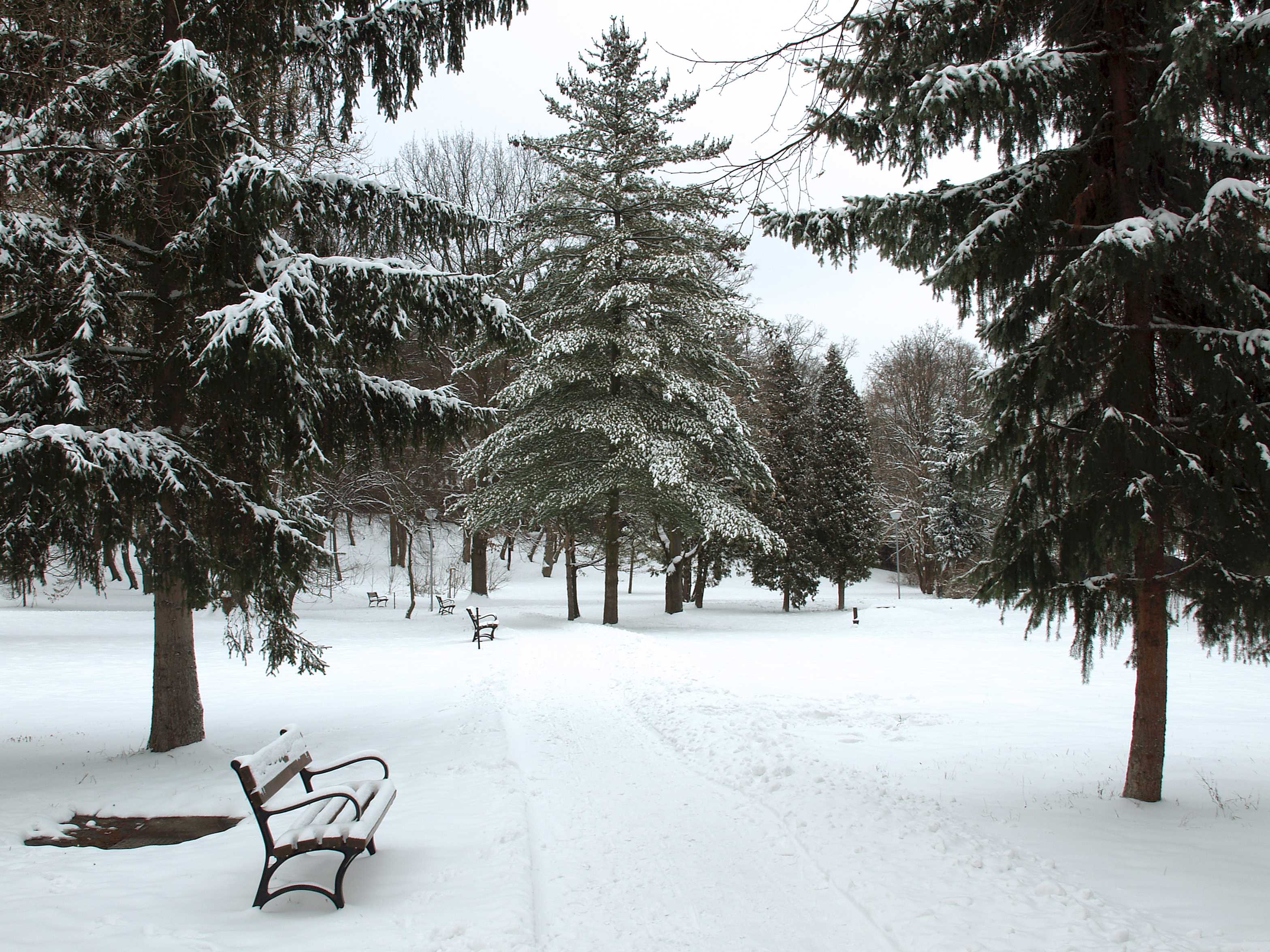
El parc de la vila
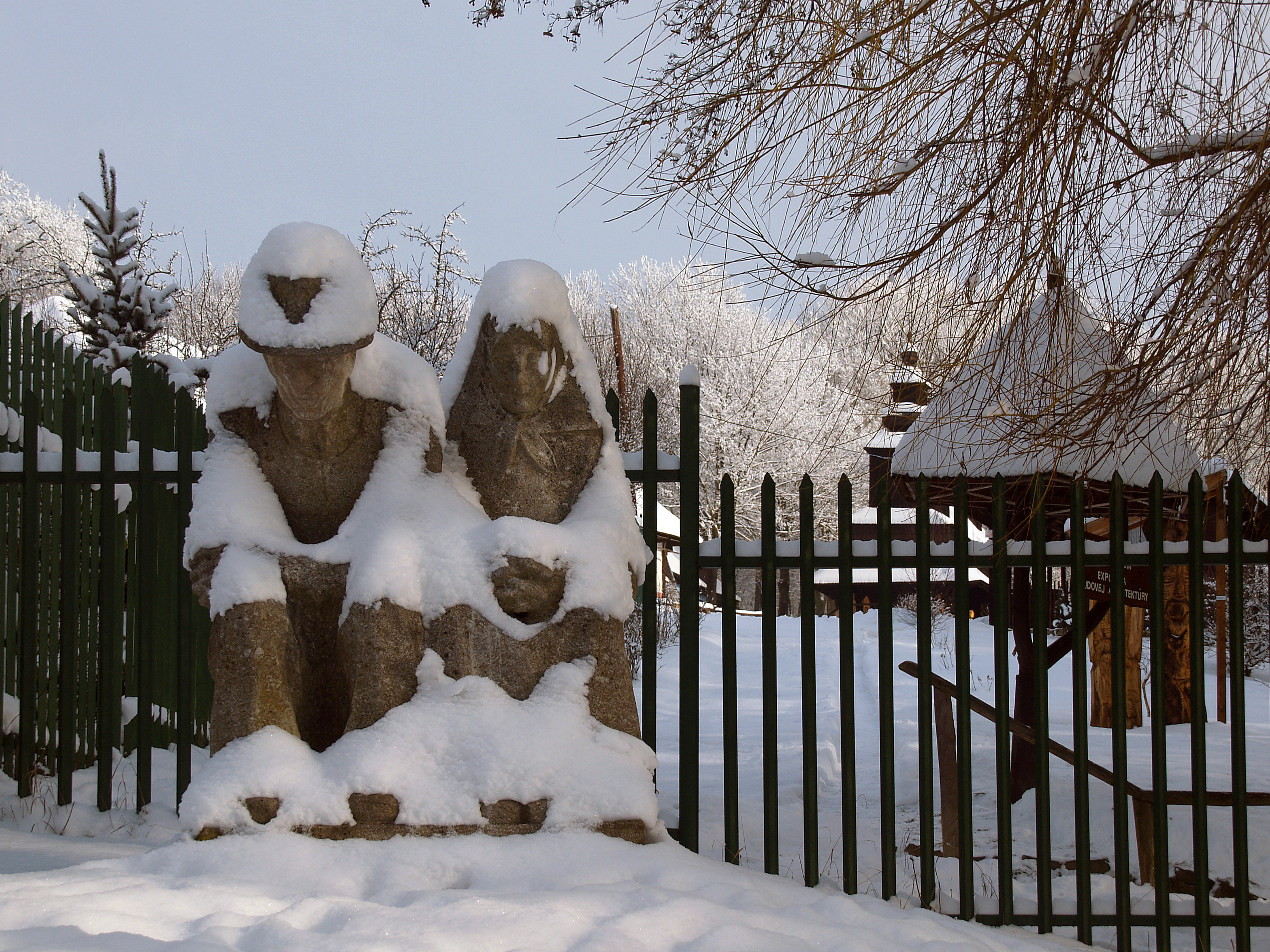
Obra a l'entrada del parc
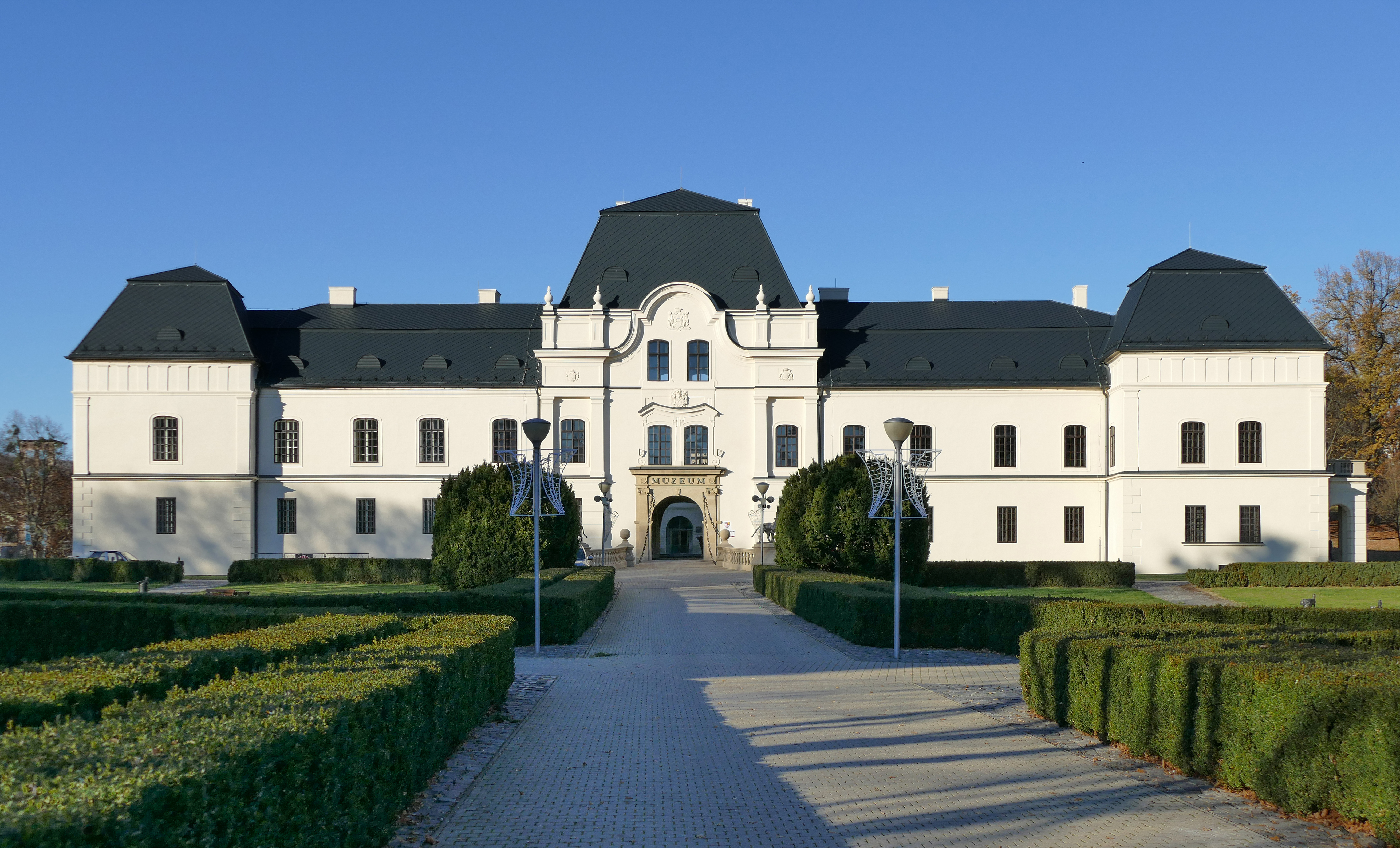
Castell de Humenné
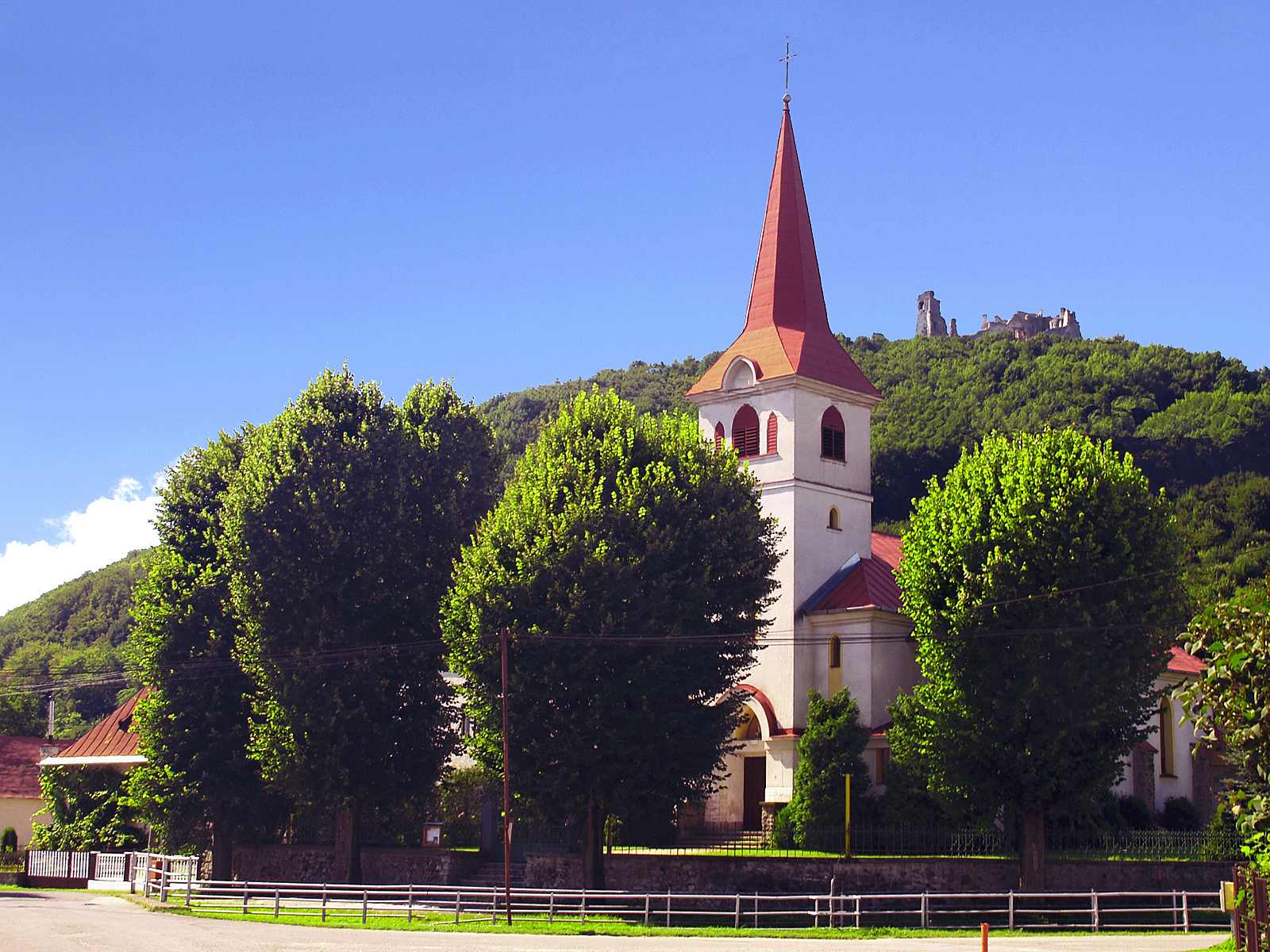
Església de Brekov i ruïnes del castell

1. 1 2  «Počet obyvateľov podľa pohlavia - obce (ročne) [om7101rr_obce=AREAS_SK]».   Statistical Office of the Slovak Republic, 31-03-2025. [Consulta: 31 març 2025].